# Domjulien
Domjulien is een gemeente in het Franse departement Vosges (regio Grand Est) en telt 195 inwoners (1999). De plaats maakt deel uit van het arrondissement Neufchâteau.

## Geografie
De oppervlakte van Domjulien bedraagt 11,8 km², de bevolkingsdichtheid is 16,5 inwoners per km².
De onderstaande kaart toont de ligging van Domjulien met de belangrijkste infrastructuur en aangrenzende gemeenten.

## Demografie
Onderstaande figuur toont het verloop van het inwonertal (bron: INSEE-tellingen).